# Bußhof
Bußhof ist ein weilerartiger Ortsteil von Breitungen/Werra im Landkreis Schmalkalden-Meiningen in Thüringen.

## Lage
Bußhof liegt südlich von Breitungen in der Werraniederung nahe dem Naturschutzgebiet Breitunger Seen. Westlich befindet sich ein Waldgebiet, östlich fließt die Werra. Westlich am Ort führt die Bahnstrecke Eisenach–Lichtenfels vorbei.

## Geschichte
Am 17. Mai 1016 wurde Bußhof als Gehöft erstmals urkundlich erwähnt. Zu Breitungen gehörten einige angesiedelte landwirtschaftliche Einzelgehöfte, die sich dann weiterentwickelten. Dazu gehörte auch Bußhof.
Ursprünglich gehörte der Bußhof zur Vogtei Herrenbreitungen, welche seit 1360 unter gemeinsamer Verwaltung der Grafschaft Henneberg-Schleusingen und der Landgrafschaft Hessen stand. In Folge des Aussterbens der Henneberger und des Salzunger Vertrages von 1583 kam der Bußhof in der Folgezeit nicht unter hessische Verwaltung, sondern wurde dem Amt Frauenbreitungen angegliedert, welches seit 1680 zum Herzogtum Sachsen-Meiningen gehörte. Ab 1920 lag der Bußhof im Freistaat Thüringen.